# Torenmolen (Betekom)
De Torenmolen (ook: Oude molen) is een windmolenrestant in de tot de Vlaams-Brabantse gemeente Begijnendijk behorende plaats Betekom, gelegen aan de Molenweg.
Deze torenmolen van het type grondzeiler fungeerde als korenmolen.

## Geschiedenis
In 1428 werd voor het eerst melding gemaakt van een windmolen in Betekom, eigendom van de heer van Rivieren, en dit was waarschijnlijk een standerdmolen. Deze zou eind 15e eeuw door rondtrekkende troepen zijn verwoest en begin 16e eeuw zijn vervangen door een stenen molen.
Omstreeks 1570 werd het binnenwerk bevestigd aan de centrale as en kon samen met de kegelvormige kap naar de wind worden gekruid.
Op 12 september 1914 werd de molen door het zich terugtrekkende Belgische leger in brand gestoken. De lege romp bleef over en werd op een gegeven ogenblik bedreigd met sloop, waarop Natuurpunt in 1990 de grond kocht. In 1993 werd de molenromp beschermd. De molen werd gerestaureerd tot uitkijktoren en in 2022 was de restauratie voltooid.

## Gebouw
Het betreft een molen in baksteen waarvan de buitenkant bekleed is met ijzerzandsteen wat de molen, naar leeftijd en materiaal, uniek maakt. De molen bevindt zich op een beboste heuvel.
- Inventaris van het Bouwkundig Erfgoed (Vlaanderen): 41481